# Walter Müller (Musiker)
Walter Müller (* 2. Juli 1909 in Hildesheim; † nach 1964) war ein deutscher Bratschist und Hochschullehrer.

## Leben
Müller wurde als Sohn eines Kaufmanns geboren. Mit zehn Jahren erhielt er Violinunterricht bei Kobelt in Hildesheim, dann bei Pfeiffer in Göttingen. Nach dem Abitur am Andreas-Realgymnasium Hildesheim schlug er eine Ausbildung zum Buchhändler ein. Daneben musikalisch tätig, studierte er nach zwei Jahren Viola bei Hans Mahlke an der Hochschule für Musik Berlin. Weiterhin beeinflussten ihn die Musikpädagogen Gustav Havemann, Carl Flesch, Karl Klingler und Emanuel Feuermann. In Berlin wurde er durch die Emil Bohnke-Stiftung unterstützt. 1933 erhielt er außerdem den Mendelssohn-Preis.
Im Herbst 1934 erhielt er eine Anstellung als Solobratscher im Landesorchester Gau Berlin. Von 1935 bis 1939 war er Bratscher am Orchester der Staatsoper Berlin. Von 1939 bis 1955 war er Solobratscher am Berliner Philharmonischen Orchester.
Ab 1954 lehrte er an der Nordwestdeutschen Musikakademie Detmold, wo er 1955 Professor für Viola und Kammermusik wurde.
Vor 1945 gehörte er dem Rudolf Schultz-Quartett und dem Kulenkampff Quartett an. Von 1945 bis 1950 war er Mitglied des Bastiaan-Quartetts und von 1953 bis 1962 des Strub-Quartetts.
Er war Mitglied des Deutschen Alpenvereins und der Wilhelm-Busch-Gesellschaft.
Müller, evangelisch, war in zweiter Ehe verheiratet und Vater zweier Kinder.